# Call of the Sea
Call of the Sea (с англ. — «Зов моря») — видеоигра в жанре приключений, разработанная студией Out of the Blue и изданная студией Raw Fury. Игра вышла на Windows и Xbox 8 декабря 2020 года. Игра также была выпущена для Amazon Luna 15 апреля 2021 года и для PlayStation 11 мая 2021 г.

## Процесс
Call of the Sea — это приключенческая видеоигра от первого лица с головоломками. Действие игры происходит в 1930-х годах. Вы играете за Нору (Сисси Джонс), которая должна исследовать остров в южной части Тихого океана, чтобы найти своего мужа Гарри (Юрий Ловенталь), пропавшего без вести после того, как отправился в экспедицию. В игре нет боевой системы, а игроки продвигаются по игре, решая различные головоломки.

## Сюжет
Нора Эверхарт (Norah Everhart) получает посылку с фотографией своего мужа Гарри и указанием координат острова к востоку от Отахейт (Таити). Гарри исчез после того, как отправился в экспедицию, чтобы найти лекарство от загадочной семейной болезни Норы, что медленно её убивает. Нора отправляется на остров, о котором ей постоянно снились сны. Двигаясь вглубь страны, она находит лагерь экспедиции, в которую входили Гарри, репортер Кассандра Уорд, механик Фрэнк Дейтон, дерматолог Эрнест Де Витт, каскадер Рой Грейнджер и их гид Теахароа.
Экспедиция нашла колодец, что островитяне использовали для ритуала с использованием чёрной жижи. Рой взорвал динамитом колодец, но жижа попала на руку Де Витта. Вскоре Де Витт начал терять рассудок и у него появились пятна на коже, похожие на пятна Норы. Команда попыталась воспроизвести ритуал, но прекратила после того, как их корабль «Леди Шеннон» был выброшен на берег поблизости. Нора повторяет ритуал, в результате чего колодец наполняется тиной вместе с ней. Нора испытывает видение, в котором она спускается со скалы в реку, где её ждет гигантское существо, похожее на амфибию, и обнаруживает, что сама тоже превращается в морское существо.
Нора просыпается рядом с разбившемся кораблем «Леди Шеннон», что был разорван на части и со следами когтей, а её команда пропала. Нора обнаруживает второй лагерь экспедиции, где побывал обезумевший Де Витт. Выясняется, что он ударил Фрэнка ножом, и был связан, а позже исчез. Рядом на скале был изображен музыкальный орган и, видимо, команда использовала его, чтобы открыть проход к храму на вершине острова. Экспедиция использовала громкоговорители, чтобы усилить музыку органа, что должна была открыть дверь храма, но это вызвало оползень. Фрэнк скончался от ранения. Нора восстанавливает питание громкоговорителей и теряет сознание. Ей снится пустыня, усеянная костями морских существ, и музыкальная шкатулка её матери, в которой играет органная музыка. Напевая её, Нора открывает храм и находит записку Гарри, в которой объясняется, что она не больна, а вместо этого скоро превратится во нечто новое.
Нора находит врата, что помогут ей превратиться в амфибию. Она следует в деревню неподалёку на острова, где жили «рабы», которые служили неизвестным хозяевам. Нора находит записку Гарри, в которой говорится, что хозяева отвели своих рабов в «святилище», чтобы завершить их превращение. Гарри пытался повторить это, чтобы стать похожим на Нору, и быть вместе с ней. Это вызвало ссору с Кассандрой. Нора отправляется в святилище и находит морских существ, которые оказываются ей знакомые. Нора чувствует себя более «живой» на острове, чем когда-либо. В святилище её ждала записка от Гарри, в которой говорится, что он теряет рассудок и видит как кровь течет по стенам. Нора входит в тронный зал и находит мутировавшее существо рядом с очками Гарри. Нора понимает, что это тело Кассандры, которая, желая стать бессмертной, хотел превратиться в морских существ, но умерла в процессе этого. Гарри понял, что ритуал на него не подействует, и отправил Норе послание, инсценировав свою смерть, пытаясь заставить её пройти трансформацию, и спасти себя.
В зависимости от выбора игрока Нора может завершить трансформацию либо отказаться от неё. Если она трансформируется, то отказывается от своей человечности и отправляется в подводный город ради, казалось бы, радостной вечной жизни, ценой того, что никогда больше не увидит Гарри. Если она отвергнет ритуал, то проживет остаток оставшихся лет с Гарри. Во время титров Нора и Гарри вместе поют свою любимую песню «Dear Old Pal of Mine». В зависимости от выбора пара закончит песню либо прервется из-за болезни Норы. Независимо от финала, Гарри остается один, и годы спустя, теперь работая деканом археологии в Мискатонийском университете, размышляет, правильно ли он решил сделать, солгав Норе.

## Вдохновение
Call of the Sea — дебютная игра Out of the Blue, независимой студии из Мадрида, Испания, в которой было около 12 человек. По словам Татьяны Дельгадо, основательницы Out of the Blue, игра сильно вдохновлена произведениями Г. Ф. Лавкрафта. Завязка сюжета про неизвестный остров похожа на рассказы «Зову Ктулху» и «Дагон». История амфибий и остров Отахейт (Таити) описаны в повести «Тень над Иннсмутом». Органная музыка звучит в рассказе «Ужас в Ред Хуке». Авторы черпали вдохновение только в «сюрреалистической» и «онейрической» части творчества Лавкрафта, а по жанру игра не является ужасом. Татьяна добавила, что «Зов моря — это не схождение с ума, а подъём к здравомыслию». Игра была ориентирована на повествование, и команда работала над тем, чтобы головоломки полностью вписывались в историю. На игру также повлияли другие приключенческие игры, такие как Firewatch, Myst, Soma и Subnautica.
Об игре было объявлено 7 мая 2020 года во время мероприятия Xbox Game Studios.

## Оценки
Call of the Sea получила положительные отзывы критиков, которые хвалили повествование и художественное окружение на острове, но раскритиковали некоторые головоломки игры. У игры «в целом положительные отзывы» на Metacritic.
Adventure Gamers поставили игре 4 из 5 звезд. Destructoid поставили игре 7,5 баллов из 10. Game Informer поставили игре 8,5 баллов из 10. IGN поставили игре 9 баллов из 10.